# Sesamia nonagrioides
Sesamia nonagrioides là một loài bướm đêm trong họ Noctuidae.